# FC Coire 97
Maillots
Le FC Coire est un club de football de la ville de Coire, dans le canton des Grisons, en Suisse.
Le FC Coire se transforme en Coire 97 en 1997, lors de sa fusion avec le FC Neustadt et le SC Grischuna.
Le FC Coire 97 évolue en 2e ligue inter-régionale.

## Parcours
- 1987-1993 : Championnat de Suisse D2